# 라 벤타나
라 벤타나(스페인어: La Ventana)는 대한민국의 탱고·재즈프로젝트 음악 그룹이다.

## 구성원
- 정태호 - 아코디언, 리더
- 박영기 - 피아노
- 최인환 - 베이스
- 정승원 - 드럼

## 내력
- 2006년 클럽을 중심으로 활동을 시작했다.
- 2008년 8월 27일, 첫 정규 음반 《Como el Tango, Como el Jazz》를 발매했다.
- 2010년 6월 두 번째 앨범 Nostalgia And the Delicate Woman 발표.

## 음반

### 정규 음반
1집 Como el Tango, Como el Jazz (탱고처럼,재즈처럼) (2008년 8월 27일)
2집 Nostalgia And the Delicate Woman (2010년 6월 22일)
3집 Orquesta Ventana (2013년 5월 28일)

### 비정규 음반
빨간풍선 (2013년 4월 29일)

## 수상
<<제8회 한국대중음악상>> 최우수 재즈&크로스오버 음반부문

### 후보
- 《제6회 한국대중음악상》 최우수 재즈&크로스오버(크로스오버 음반) 부문
- 《제8회 한국대중음악상》 최우수 재즈&크로스오버 연주부문, 음반부문